# 暴支膺懲
暴支膺懲（ぼうしようちょう）とは、日中戦争中、日本の陸軍省などが中華民国の蔣介石政権に一撃を加えることで排日・抗日運動に歯止めをかけようという意味で使用した合言葉である。言葉の意味は「暴戻支那ヲ膺懲ス」の短縮形で、「暴戻(＝横暴)な支那(＝中国)を懲らしめよ」を意味する標語である。

## 概要
大本営が国民の戦闘精神を鼓舞するために利用したスローガンでもある。
1937年（昭和12年）7月の盧溝橋事件（7月7日）および通州事件（7月29日）を発端にして頻用されるようになり、「暴支膺懲国民大会」が数多く開催された。同年7月21日には日本革新党が日比谷公会堂で開催したほか、9月2日に東京府東京市（当時）の芝公園で開催された対支同志会主催・貴族院及び在郷軍人会、政財界後援による暴支膺懲国民大会では「共匪追討」(＝共産主義の悪党を追い討て)や「抗日絶滅」がキャッチフレーズとなっており、政財界や言論界の人物が登壇したという。
対米英開戦後（太平洋戦争中）は「鬼畜米英」が前置されるようになり、合わせて「鬼畜米英、暴支膺懲」となった。

## 国共内戦後
第二次世界大戦後の国共内戦の結果として中国共産党が中国を制し、現在に至っている。従って、第二次大戦後は「暴支膺懲」の語が「反中共」運動のキャッチフレーズとしても用いられている。

## 文献情報
- 宋安寧「兵庫県教育会による「皇軍慰問支那満鮮旅行」に関する研究」『神戸大学大学院人間発達環境学研究科研究紀要』第2巻第1号、神戸大学大学院人間発達環境学研究科、2008年9月、77頁、doi:10.24546/81000809、hdl:20.500.14094/81000809、ISSN 18822851、CRID 1390290699903137536。